# Bluff Island (ö i Hongkong)
Bluff Island är en ö i Hongkong (Kina). Den ligger i den östra delen av Hongkong. Arean är 0,79 kvadratkilometer. Den sträcker sig 1,5 kilometer i nord-sydlig riktning, och 1,1 kilometer i öst-västlig riktning.